# Induismo in Pakistan

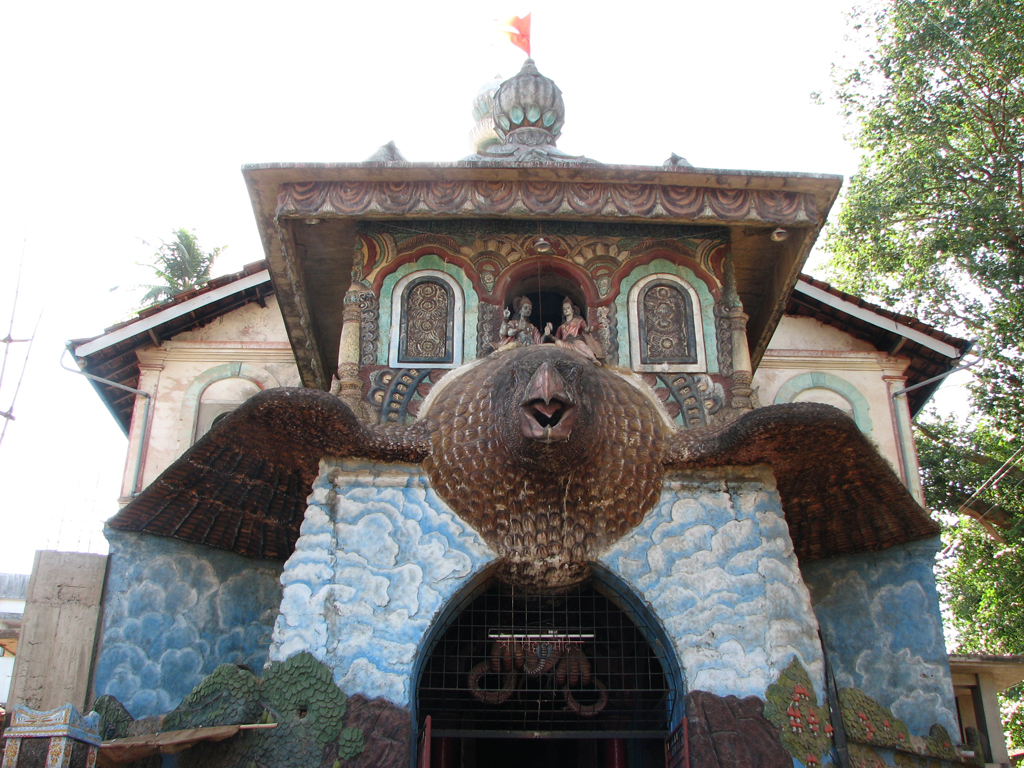
Mandir in Pakistan.

L'induismo in Pakistan è rappresentato per lo più da pakistani di origine indù; costituendo il 2% della popolazione totale, l'ultimo censimento li ha divisi in Jāti (gruppi e clan tribali) con l'1,6% ed in appartenenti al sistema delle caste in India con lo 0,25%, per un numero complessivo di 2,5-4,5 milioni di persone (1,6-1,85%).
Dopo che il paese ebbe ottenuto l'indipendenza, anche grazie all'attività di un forte movimento pakistano, dal Raj britannico, il 14 agosto 1947, 4,4 milioni di indù e sikh furono costretti a migrare in India, mentre 4,1 milioni di musulmani scapparono dall'India per andare a vivere in Pakistan. Secondo il censimento del 1998 sono stati registrati poco meno di due milioni e mezzo di indù, la stragrande maggioranza dei quali si concentra nella provincia del Sindh ma con piccole minoranze residenti anche nel Punjab.

## Storia
L'induismo, una volta una delle religioni principali dell'attuale Pakistan assieme con il buddhismo, il giainismo ed il sikhismo, ha subito molte invasioni, migrazioni, conquiste ed insediamenti di varie tribù e gruppi etnici nel corso della storia. Si è verificato un declino storico di queste forme religiose in territorio pakistano per tutta una serie di motivazioni, anche se esse hanno continuato a svilupparsi oltre i confini orientali del paese.
Queste regioni sono diventate a prevalenza musulmana durante il dominio del sultanato di Delhi e successivamente dell'impero Moghul, a causa soprattutto dell'opera missionaria dei santi del sufismo le cui dargah (mausolei) punteggiano il paesaggio pakistano, ma anche del resto dell'Asia meridionale. A seguito dell'indipendenza e della partizione dell'India nel 1947 a quasi 4 milioni e mezzo di indù e sikh venne imposto di migrare verso est.

### Antichità
Vari reperti archeologici in territorio pakistano, come il simbolo dello swastika, posture yoga, oltre a quelle che sembrano essere come delle immagini di Paśupati (il Signore degli animali, prefigurazione di Shiva) rinvenuti nelle abitazioni del popolo di Mohenjo-daro, paiono essere state le primissime influenze ad aver plasmato il futuro induismo. Le credenze religiose ed il folclore delle persone dell'antica civiltà della valle dell'Indo sono divenute nel tempo una parte importante della fede induista che si è evoluta in questa parte dell'Asia meridionale.
Il regno Sindh e i suoi governanti giocano un ruolo importante nella storia indiana anche attraverso il grande poema epico indiano Mahābhārata; inoltre sussiste la leggenda secondo cui la città di Lahore fu fondata da Lava - uno dei figli di Rāma e Sītā - mentre Kasur dal suo gemello Kusha, entrambi presenti nel Rāmāyaṇa. La zona a nordovest del regno di Gandhāra, con i suoi popoli leggendari, sono anch'essi parte importante della letteratura indiana; infine la maggior parte dei nomi delle città pakistane (come ad esempio Peshawar e Multan, possone esser fatti risalire a radici della lingua sanscrita.

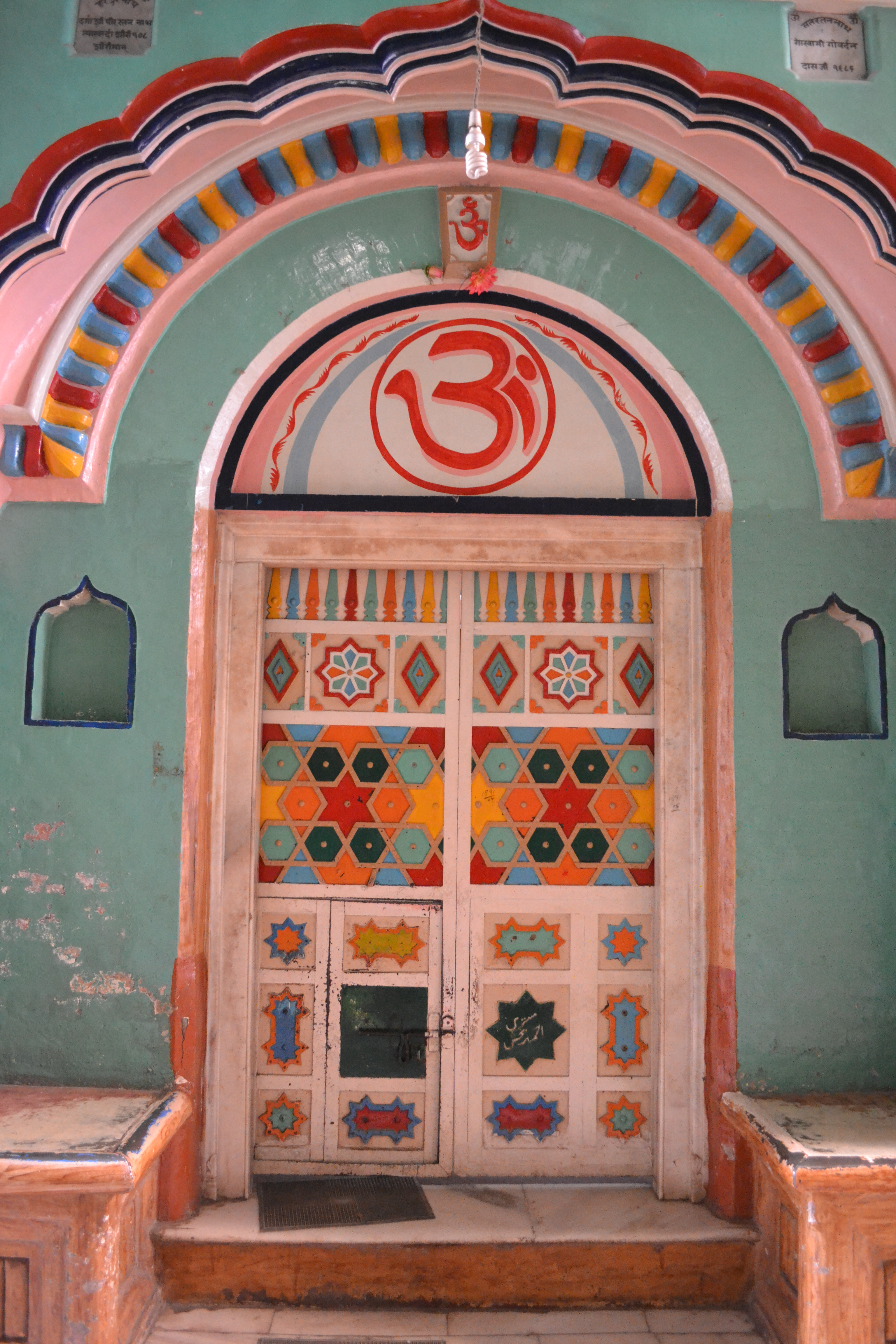
Sala interna di un tempio indù a Peshawar.

## Demografia
Come detto, dopo che il Pakistan ottenne l'indipendenza nel 1947, 4,4 milioni di indù e sikh del paese compirono una migrazione in direzione dell'India, mentre 4,1 milioni di musulmani si trasferirono dall'India a vivere in Pakistan. Il censimento del 1998 ha registrato meno di 2,5 milioni di indù. Nel 1951, gli indù costituivano il 22% della popolazione pakistana (questo includeva anche il "Pakistan orientale", corrispondente al moderno Bangladesh), il che faceva del Dominion del Pakistan il secondo più grande paese con popolazione indù dopo l'India: in questo primo censimento, il Pakistan Occidentale ospitava l'1,6% popolazione indù, mentre il Pakistan Orientale aveva il 22.05% di induisti tra i suoi abitanti. Nel 1997, la percentuale di indù è rimasta stabile al 1,6% in Pakistan, mentre è scesa al 10,2% in Bangladesh.
Secondo il censimento del 1998, gli indù costituiscono circa il 6,6% dei cittadini della provincia del Sindh; il sistema separa gli appartenenti al sistema castale dal corpo principale degli indù i quali vengono così a costituire un ulteriore 0,25% della popolazione nazionale.
Sulla base dell'ultimo censimento e della stabilizzazione della popolazione indù del Pakistan, da allora ad oggi, il paese dovrebbe avere circa 3 milioni di indù.

## Induismo dopo l'indipendenza

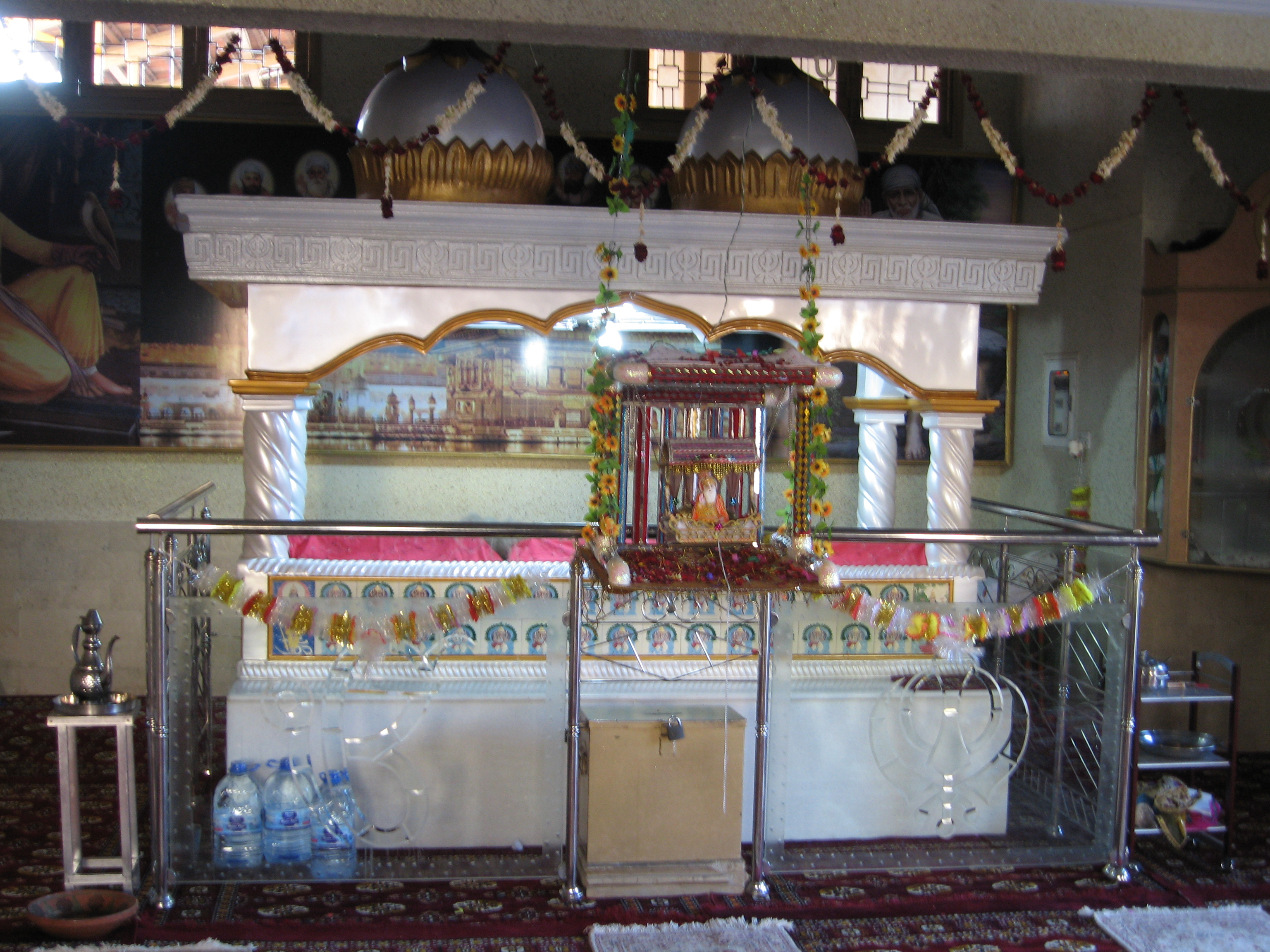
Interno del gurdwara di Karachi.

A seguito dell'indipendenza del Pakistan, nel 1947, più di 4,5 milioni di indù e sikh da quello che era il Pakistan orientale (ora Bangladesh), e del Punjab pakistano, del Sindh e della provincia di Khyber Pakhtunkhwa si trasferirono per l'India, mentre un numero simile di musulmani hanno scelto di migrare verso il Pakistan. Le ragioni di questo esodo sono stati la comune l'atmosfera pesantemente carica di ostilità, la profonda sfiducia nell'altro, la brutalità e la violenza reciproca e l'antagonismo tra le comunità religiose. Il fatto che oltre 1 milione di persone abbiano perduto la propria vita nel corso della violenza sanguinaria del 1947, dovrebbe attestare la paura e l'odio che ha riempito i cuori di milioni di indù, musulmani e sikh che hanno lasciato le proprie dimore ancestrali in tutta fretta dopo l'indipendenza.
Molti indù che hanno raggiunto un grande successo in India, come le stelle del cinema e i registi Dev Anand, Raj Kapoor, Ramesh Sippy, Vinod Khanna, Manoj Kumar, Yash Chopra, Balraj Sahni, Rajendra Kumar e Sunil Dutt, hanno i loro luoghi di nascita e le terre ancestrali in città dell'attuale Pakistan. Anche il capitano del Test cricket Lala Amarnath proviene da Lahore, mentre i primi ministri IK Gujral e Manmohan Singh sono originari della parte pakistana del Punjab, mentre l'ex vice primo ministro Lal Krishna Advani è nato a Karachi. Quasi tutte queste persone hanno lasciato le loro case a causa della violenza e disordini durante la indipendenza.

## Istituzioni religiose, sociali e politiche
Il fiume Indo è un corso d'acqua sacro per molti indù, e il governo del Pakistan consente periodicamente a piccoli gruppi di induisti provenienti dallo stesso Pakistan e dall'India a compiere il pellegrinaggio dovuto, anche se la maggior parte degli indù sono costretti a fare questo lungo viaggio verso le rive del fiume che scorre attraverso una piccola parte del Kashmir indiano.

## Vita comunitaria
La cultura della città di Karachi permette un ambiente laico, offrendo opportunità anche alle minoranze indù; questi vengono spesso indicati come "na pak", il che significa "impuri". Può anche essere interpretato nel senso che non sono veramente pakistani, per gli effetti della denazionalizzazione.

## Declino e persecuzione
L'ascesa dei talebani, con le sempre più frequenti insurrezioni locali, è stato un influente e sempre più forte fattore di persecuzione e di discriminazione nei confronti delle minoranze religiose in Pakistan, come gli indù, i cristiani, i sikh e altre minoranze; anche se si afferma ufficialmente che non vi siano atti di persecuzione religiosa contro le minoranze in Pakistan.
Nel luglio 2010, circa 60 membri della comunità minoritaria indù a Karachi sono stati attaccati e sfrattati dalle loro case a seguito di un incidente causato da un dalit indù che si è messo a bere da un rubinetto in prossimità di una moschea. Nel mese di gennaio 2014, un poliziotto di guardia al di fuori di un tempio indù a Peshawar è stato ucciso. La Corte Suprema del Pakistan ha chiesto un rapporto da parte del governo per gli sforzi compiuti per garantire l'accesso alla comunità indù nei propri templi; la corte ha imposto applicazioni contro il presunto rifiuto di accesso ai membri della comunità di minoranza indù di riunirsi a pregare ed offrire sacrifici.

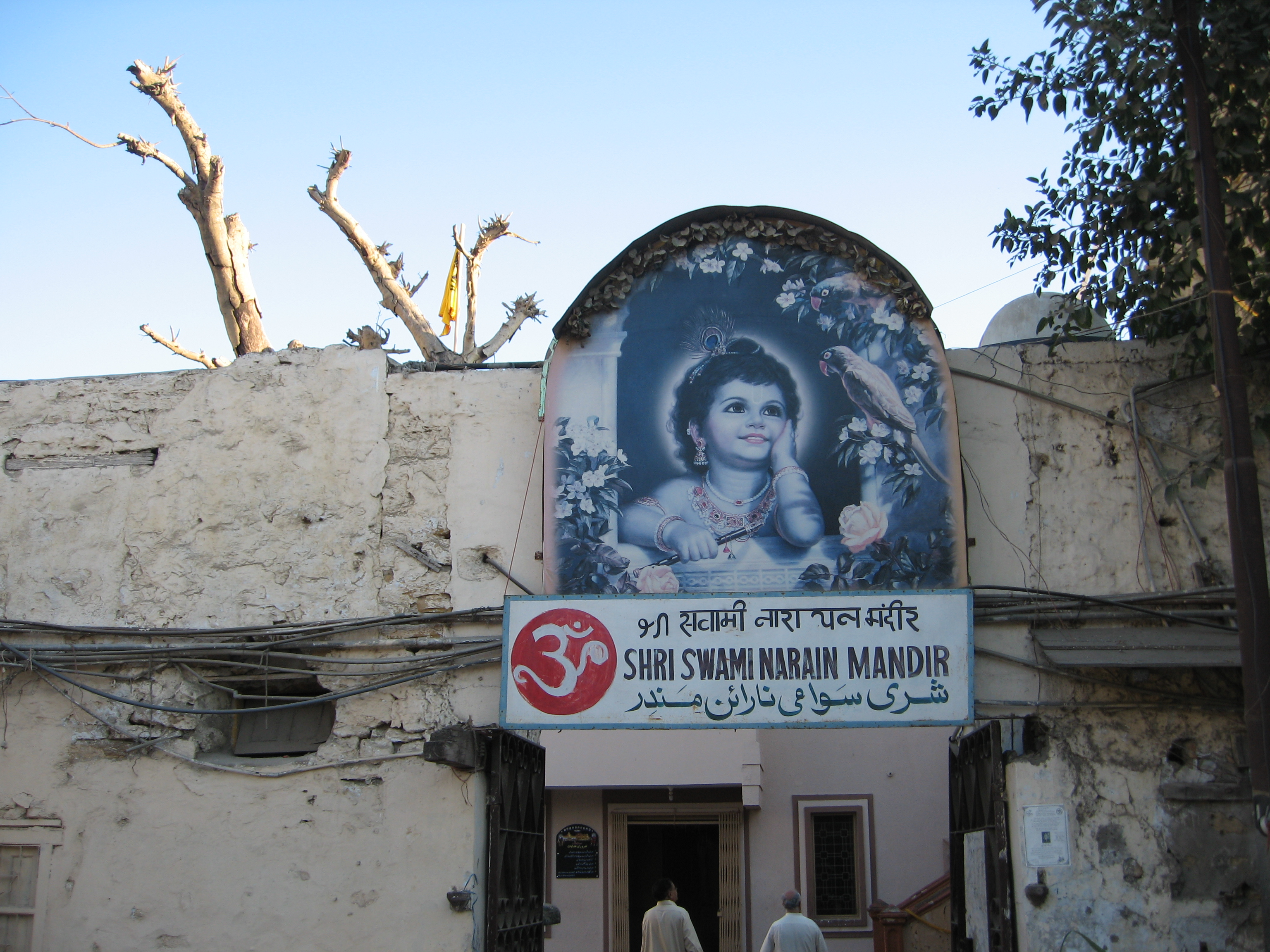
Ingresso di un tempio indù a Karachi.